# Flaminio Filonardi
Flaminio Filonardi (Bauco, 13 dicembre 1541 – Aquino, 12 settembre 1608) è stato un vescovo cattolico e storico italiano.

## Biografia
Nacque a Bauco (attuale Boville Ernica) il 13 dicembre 1541; figlio di Paolo Emilio e Antonina Ferro, discendeva dal ramo di Domenico, ed era pronipote del cardinale Ennio Filonardi. 
Finiti gli studi, prese la scia di suo padre, divenne in giovane età storico e scrittore della Biblioteca Vaticana. 
Si deve a lui il volume Liber Antiquitatum Campaniae 1590- 1607. Quest'opera quasi sconosciuta, è una raccolta di documenti trascritti da diversi archivi della provincia. Il volume consta di oltre duecento pagine, attualmente è custodito presso l'archivio di Stato di Frosinone.
Fu commendatario e testimonio del collegio romano e teologo.
Flaminio fu eletto vescovo di Aquino il 13 novembre 1579 da papa Gregorio XIII.
Il suo primo pensiero fu quello di aprire un seminario e ne ottenne il permesso il 20 settembre 1583, purché avesse i mezzi per poter mantenere gli alunni; nel 1589, con breve di papa Sisto V, furono assegnati al nuovo seminario molti benefici.
Mons. Flaminio dovette muoversi contro i cassinesi per riunire il Seminario d'Aquino e non trascurò di dare anche un nuovo assetto alla diocesi, tenne un sinodo diocesano nel quale si risolsero molte questioni che riguardavano la disciplina del clero.
Le notizie che si hanno di san Pietro Ispano protettore di Bauco (attuale Boville Ernica), si devono alla solerzia e premura del vescovo Flaminio Filonardi, che le radunò e ne lasciò memoria, comunicandole ai Bollandisti, i quali le inserirono nella raccolta dei Santi all'11 marzo: «Babuci in Ernicis S. Petri Confessoris, miraculorum gloria insignis». Il Piazza nell'Emerologio, parlando del santo, e delle notizie avute, in una nota pone l'elogio di Flaminio, vescovo di Aquino: «Hujus [di S. Pietro Ispano] res gestas accepimus a R.mo Flaminio Philonardo Episcopo Aquinate, viro optimo et erudito».
Anche il cardinale Cesare Baronio, nelle annotazioni al Martirologio Romano, ne parla con molta lode per essere stato uomo di scienza e di erudizione singolare. 
Morì il 17 settembre 1608; il suo corpo venne portato nella natia Bauco e sepolto nella cappella gentilizia di famiglia, posta nella chiesa di San Michele Arcangelo in Boville Ernica.

## Genealogia episcopale
La genealogia episcopale è:
- Cardinale Scipione Rebiba
- Cardinale Giulio Antonio Santori
- Vescovo Flaminio Filonardi